# شکلات رسته

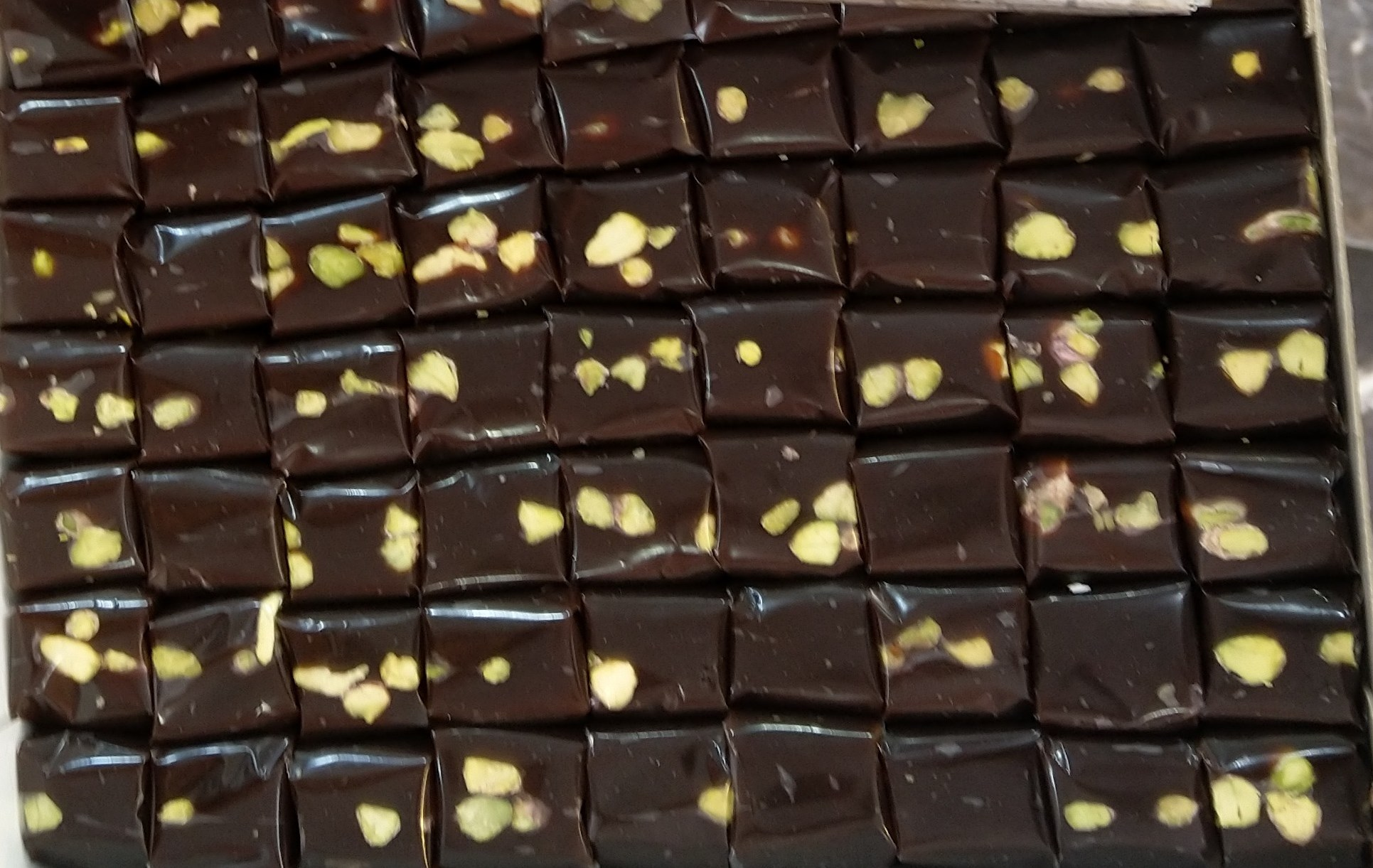
شکلات رسته مخصوص اردبیل

شکلات رسته یا «قَرَه شکلات» (در زبان محلی) با قدمتی بیش از ۱۰۰ سال مختص اردبیل است. رسته ترکیبی از شیر، شکر، گلوکز، کره طبیعی، خامه مخصوص سرشیر، مغز گردو و کاکائو است. در تولید این شکلات از آرد استفاده نمی‌شود. مخلوط در قالب‌های فلزی با دستگاه برش سنتی برش خورده و آماده می‌شود.

## ثبت در فهرست میراث ناملموس کشور
این شکلات در  بهمن ۱۳۹۹ به همراه ۱۳ اثر ناملموس استان اردبیل در میراث ناملموس کشور به ثبت رسید.